# Club Social, Cultural y Deportivo Blooming
O Club Social, Cultural y Deportivo Blooming é um clube de futebol boliviano. Sua sede fica na cidade de Santa Cruz de la Sierra.
Fundado em 1 de maio de 1946, manda seus jogos no Estádio Ramon Tauhichi Aguilera, com capacidade para 38 mil pessoas. Disputa atualmente a Liga de Fútbol Profesional Boliviano.
Seu maior rival é o Oriente Petrolero.

## Títulos

### Nacionais
- Campeonato Boliviano: 5 vezes (1984, 1998, 1999, 2005-A e 2009-C).
- Copa Simón Bolívar - Nacional B : 1996.
- Copa Aerosul: 2 vezes (2006 e 2008).
- Copa Cine Center: 2015.